# Susek
Susek (en serbe cyrillique : Сусек) est un village de Serbie situé dans la province autonome de Voïvodine. Il fait partie de la municipalité de Beočin dans le district de Bačka méridionale. Au recensement de 2011, il comptait 996 habitants.
Susek est une communauté locale, c'est-à-dire une subdivision administrative, de la municipalité de Beočin.

## Géographie

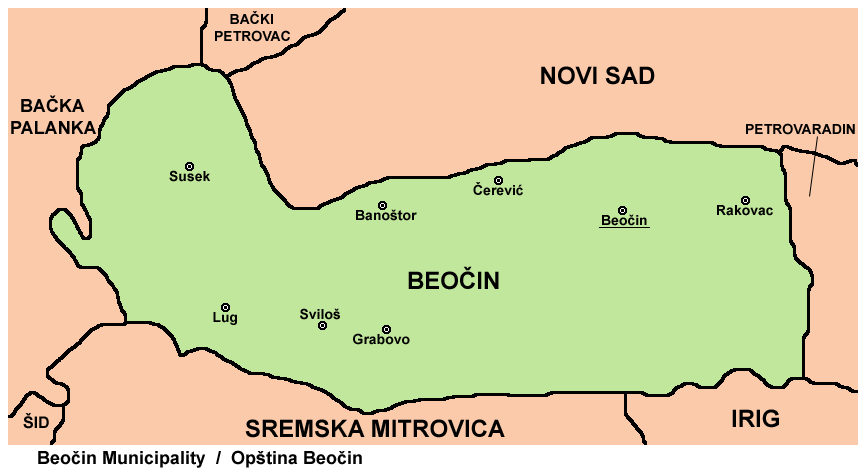
Localisation de Susek dans la municipalité de Beočin

Bien qu'elle fasse partie du district de Bačka méridionale, la localité est en fait située dans la région de Syrmie. Elle se trouve sur les pentes septentrionales du massif de la Fruška gora, sur la route d'Ilok, à 35 kilomètres de Novi Sad.

## Histoire
Susek est mentionné pour la première fois au Ier siècle sous le nom de Cornacum. Le village est ensuite mentionné au XVe siècle dans un document qui évoque sa foretresse. Un document ottoman daté de 1549 y mentionne l'existence d'un monastère appelé Akolov ; il fut probablement détruit en 1614. Plus tard, on évoquait encore un étang appelé Akolov, près de Susek, appartenant au monastère de Šišatovac, l'un des 17 monastères de la Fruška gora.
En 1869, Susek comptait 2 127 habitants et, en 1921, 3 501. Pendant la Seconde Guerre mondiale, de très nombreux habitants du village se battirent dans les rangs des Partisans communistes de Tito et 252 civils y furent tués par les nazis. Après la guerre, la localité ne comptait plus que 1 400 habitants.

## Démographie

### Évolution historique de la population
| 1948  | 1953  | 1961  | 1971  | 1981  | 1991  | 2002  | 2011 |
| ----- | ----- | ----- | ----- | ----- | ----- | ----- | ---- |
| 1 444 | 1 490 | 1 502 | 1 440 | 1 217 | 1 137 | 1 132 | 996  |

|  |

### Données de 2002
Pyramide des âges (2002)
En 2002, l'âge moyen de la population était de 39,4 ans pour les hommes et 41,1 ans pour les femmes.
Répartition de la population par nationalités (2002)
En 2002, près de 93 % de la population du village était constituée de Serbes.

### Données de 2011
En 2011, l'âge moyen de la population était de 41 ans, 40,5 ans pour les hommes et 41,5 ans pour les femmes.

## Économie

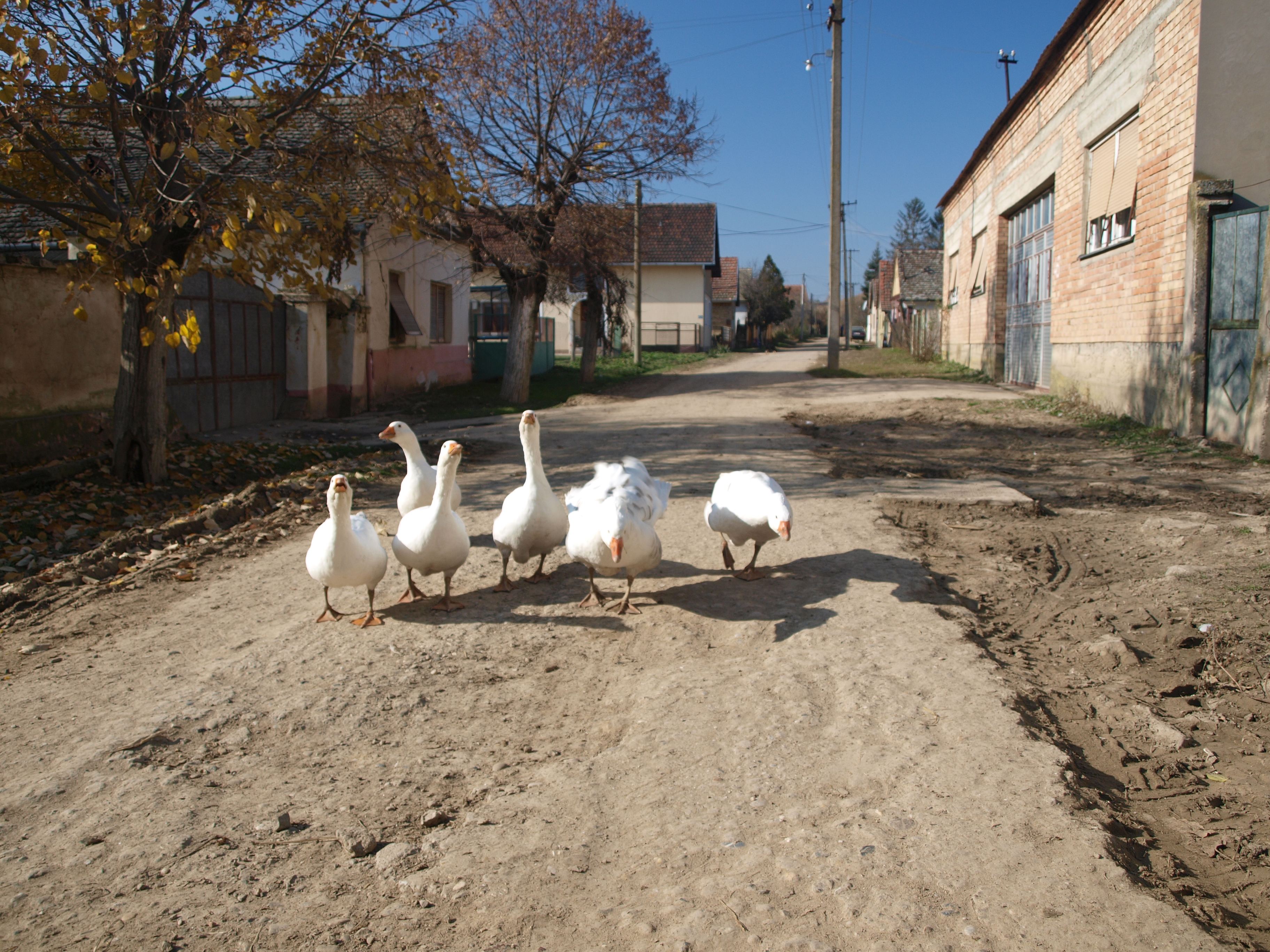
Des oies dans une rue à Susek

La plupart des habitants du village travaillent dans le domaine de l'agriculture. On y élève des bovins (2 900 têtes), des porcs (6 000 têtes) et des ovins (environ 1 000 têtes). Fin avril, une foire est organisée, où l'on expose et l'on vend du bétail.

## Vie locale
Susek abrite une école élémentaire (en serbe : osnovna škola), l'école Jovan Popović, qui accueille aussi des élèves de Lug, Sviloš et Grabovo. Le village dispose également d'une poste, d'un centre médical, d'une salle polyvalente et d'une salle de sport.
On y trouve aussi un club de football, le FK Partizan, un club de volley-ball, une société de chasse et une association folklorique notamment destinée à la jeunesse locale.

## Tourisme

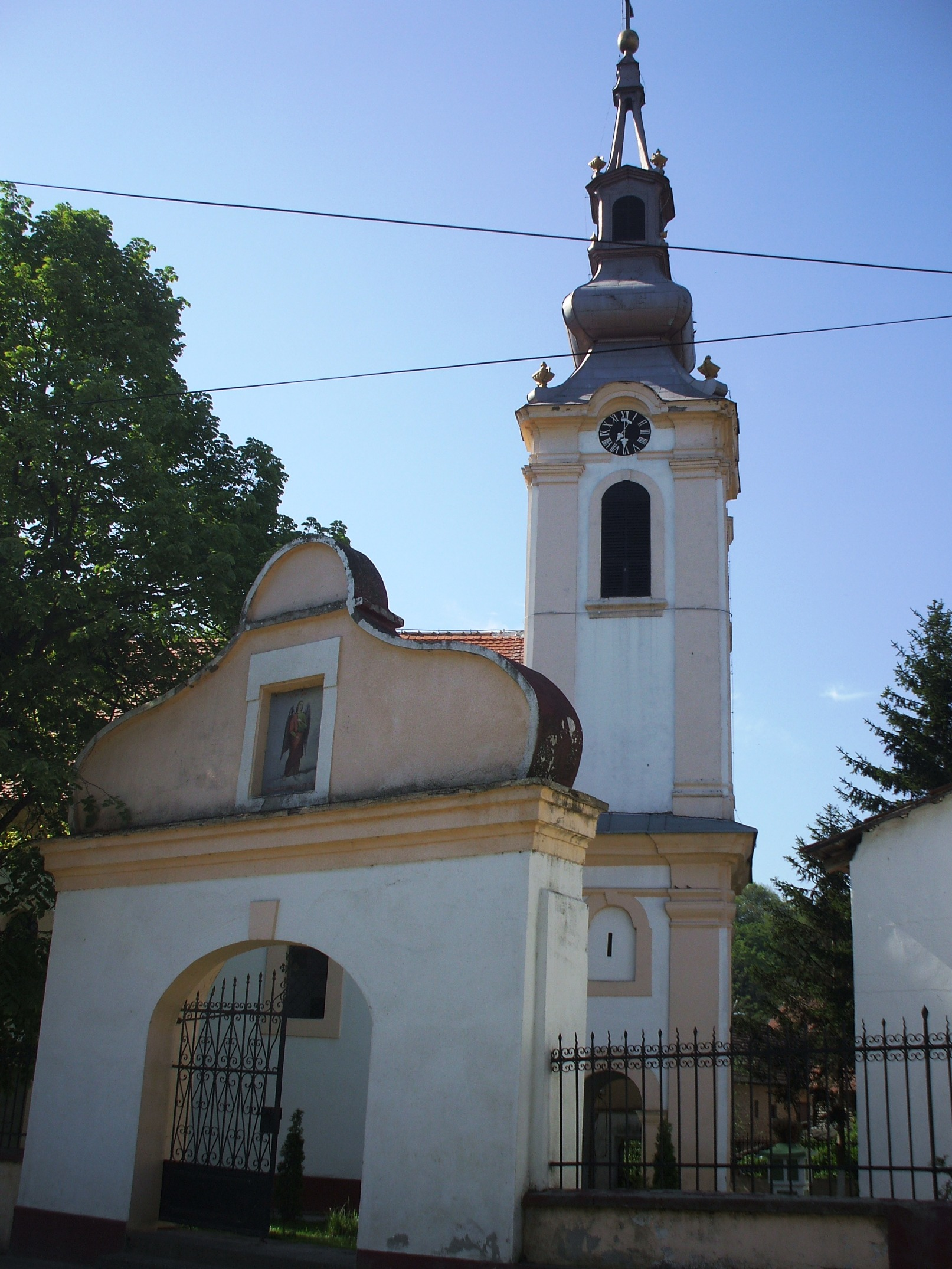
L'église Saint-Gabriel.

L'église Saint-Gabriel a été construite en 1770 ; elle abrite une iconostase réalisée par le peintre baroque Teodor Kračun en 1779. Elle est aujourd'hui inscrite sur la liste des monuments culturels de grande importance de la république de Serbie. 

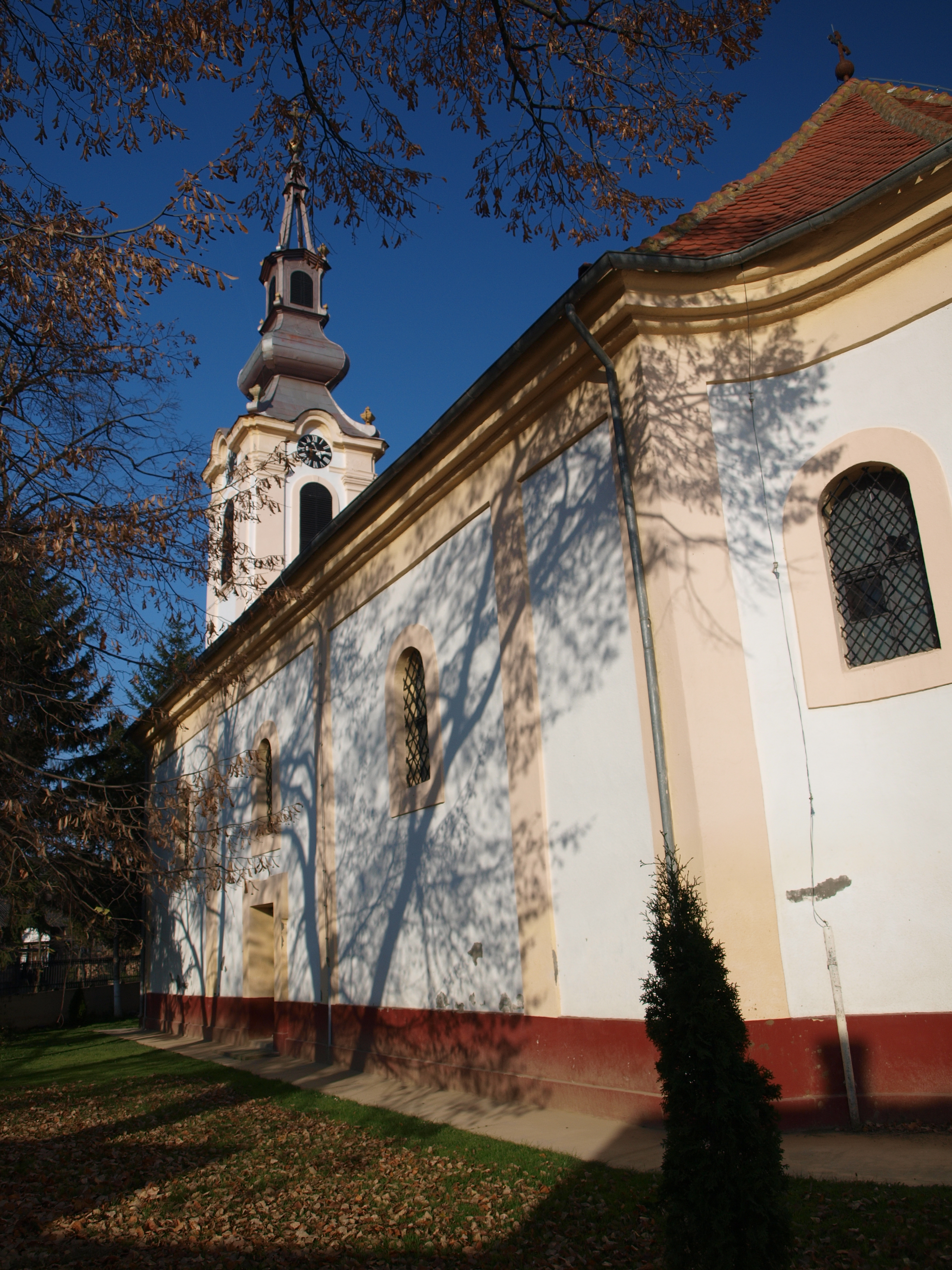
Autre vue de l'église

Le village est propice au tourisme rural.